# Rynagh O'Grady
Pour les articles homonymes, voir O'Grady.
Rynagh O'Grady est une actrice irlandaise née en 1954 à Dublin et morte le 8 février 2021,.

## Filmographie
- 1976 : À nous les petites Anglaises : Doreen
- 1978 : Le Bel Étalon : Meter Maid
- 1983 : Ascendancy : Rose
- 1991 : Les Commitments : la mère de Bernie
- 1992 : Horizons lointains : Olive
- 1994 : Parfum de scandale : Maddie O'Hara
- 1995-1998 : Father Ted (télévision) : Mary O'Leary
- 1996 : Moll Flanders : Sœur Kindly
- 1998 : Night Train (en) : Winnie
- 1999 : A Love Divided : Minnie Kennedy
- 2000 : Brendan et Trudy : Lynn
- 2005 : Breakfast on Pluto : Mrs Coyle
- 2008 : Dorothy : Mrs Mc Cllellan